# David Murdoch
David Murdoch (* 17. dubna 1978, Dumfries) je skotský curler z Lockerbie, momentálně působící jako skip (kapitán) skotského curlingového mužstva.
Je dvojnásobným juniorským mistrem světa z let 1995 a 1996. Světového šampionátu seniorů se poprvé zúčastnil roku 2005 a se spoluhráči vybojoval pro Skotsko stříbrnou medaili. Se svými týmovými kolegy ze Skotska Ewanem MacDonaldem, Warwickem Smithem, Euanem Byersem a Peterem Smithem se stal roku 2006 světovým šampionem. Na Zimních olympijských hrách 2006 v Turíně skončili 4. (změnou v sestavě byl tehdy Craig Wilson místo Petera Smithe). Na Zimních olympijských hrách 2010 ve Vancouveru skončili 5., když podlehli Švédsku v dodatečném zápase o postup do semifinále (změnou oproti původní sestavě byl Graeme Connal místo Warwicka Smithe). Ze Soči 2014 si s britským týmem přivezl stříbrnou medaili.

## Zisky medailí

### Zimní olympijské hry
- stříbro 2014 Soči

### Mistrovství světa
- zlato 2006 Lowell
- stříbro 2005 Victoria
- stříbro 2008 Grand Forks

### Juniorská MS
- zlato 1995 Perth
- zlato 1996 Red Deer
- stříbro 1998 Thunder Bay

### Mistrovství Evropy
- zlato 2003 Courmayeur
- zlato 2007 Fussen
- zlato 2008 Ornskoldsvik
- stříbro 2006 Basilej
- bronz 2005 Ga-Pa